# Водички (Хмельницький район)
Во́дички — село в Україні, у Хмельницькому районі Хмельницької області. Розташоване на захід від Хмельницького, за 4 кілометри від магістралі Хмельницький — Львів  та за 18 кілометрів від міста Хмельницький. Населення становить 461 особи. Орган місцевого самоврядування — Хмельницька міська рада. Площа села — 1,4 км². В селі проживає 439 осіб.

## Походження назви та розташування
Назва села Водички походить від слова «вода», тому що з усіх боків його оточують місцини із водою. У селі є два ставки: один у центрі села, а другий, великий, з південного боку відмежовує Водички від сусіднього села Климківці.
Територія сучасного села була заселена в далекі часи. Тут знайдено предмети матеріальної культури трипільських племен (фрагменти глиняних фігурок жінки, посуду, бронзові фібули). Залишився в селі і курган ранньої залізної доби. На території торф'яника, що розташований поблизу біля села, 1952 року був знайдений двосічний меч XIV—XV століть, який зберігається у Кам'янець-Подільському державному історичному музеї-заповіднику. Перехрестя меча пряме, вістря зламане, довжина клинка 96 см, ширина — біля перехрестя 4,8 см. Дерев'яні деталі руків'я не збереглися, навершя дископодібне. На клинку читаються три знаки [1; с.101].

## Історія
Точна дата заснування Водичок невідома. Водночас першою згадкою про поселення можна вважати 1545 рік. Так, у книзі «Stare osady w ziemi kamienieckiej» польського історика ХІХ століття Казімежа Пуласького сказано, що саме в 1545 році Водички разом з деякими іншими селами відійшли у володіння до Анни Свірчової або, як тоді на неї казали, Анни з Новодвору [2; с. 561]. Ці поселення їй перепали в результаті процедури поділу батьківського майна.
Оскільки Анна не мала дітей, після її смерті (орієнтовно — початок 1550-х років) все майно перейшло до її чоловіка Мацея Влодека. Але в 1554 році Констанція Свірчова, рідна сестра Анни, відсудила більшість населених пунктів Чорноострівського ключа, у тому числі й Водички. Далі село перейшло до сина/пасинка Констанції — Яна Свірча (молодшого), після смерті якого Водички успадкувала його дружина Анна, дочка Скальського старости Гієронімка Лянцкоронського. Згодом Анна вдруге вийшла заміж за котрогось із П'ясецьких. Саме вона фігурує у податковому переписі 1565 року як власниця Водичок.
Після смерті Анни П'ясецької поселення знову повернулося до Свірчових, зокрема, Анни Ельжбети з Вільхівця, дочки Яна Свірча (молодшого), яка вийшла заміж за Костянтина Вишневецького.

### Польські часи
У період національно-визвольної революції 1648—1657 років через село проходили загони Богдана Хмельницького, які стояли табором біля міста Чорний Острів [3; с.149]. Про ті буремні події свідчать і знахідки турецьких монет XVII століття.
Майже півтора століття Водички перебували у власності могутньої родини Вишневецьких. В 1717 році поселення переходить «під управління» Юзефа Потоцького, який одружився з Вікторією Лещинською, онукою Дмитра-Єжи Вишневецького. До кінця 1750-х років село перебувало у власності спершу сина Юзефа Потоцького — Станіслава, а згодом його внука — Вінцентія. 15 березня 1758 року Вінцентій Потоцький віддає Водички в оренду Уршулі Целецькій. Лише в 1773 році поселення стає повноцінною власністю нової господарки, до речі, дочки англійського найманця Ендрю Арчибальда Гловера де Глейдена, який перебував на службі у польського короля. Після її смерті, приблизно у 1780-х роках, село переходить у спадок її сину Юзефу (1748—1828).

### У складі Росії
З 1796 року Водички перебували в посесії у полковника коронної артилерії Яна Коморовського (1756—1796), дружиною якого була рідна сестра Юзефа Целецького Людвіка. Коморовські взяли село в оренду на 9 років, передавши його дочці Анні, коли та виходила заміж за Антонія Залеського (1753—1819). Саме Антоній згодом викупив поселення в Целецьких.
Залеські останні у переліку водицьких дідичів, які володіли поселеннями понад 100 років. Саме за життя Антонія розпочалося будівництво водицького маєтку, подільської резиденції Залеських, які постійно проживали в Кракові. Зведення нового родинного гнізда у 1825 році завершив син Антонія — Вільгельм (1806—1878). Спершу це був одноповерховий будинок із терасою, з якої панство милувалося навколишньою природою. Коли добудували другий поверх — невідомо.
За тими розповідями, що дійшли до нас, маєток спроектував і будував варшавський архітектор за допомогою місцевих майстрів. Для того, щоб споруда була міцною, у розчин з вапна і цементу додавали курячі яйця. У маєтку було понад 20 кімнат, встелених італійським паркетом. В одному з просторих приміщень була оранжерея, де навіть зимою вирощувалися квіти. Опалення розташовувалося в підвальному приміщенні, яке простяглося під усім будинком.
Вільгельм, як розумна й освічена людина (навчався у Варшавському і Ягелонському університетах), прекрасно усвідомлював, що маєток, розташований у глибинці, насамперед має бути захищений і безпечний для проживання. З цією метою навколо садиби звели триметровий вал, який простояв до середини XX століття. На випадок якоїсь халепи від панського палацу ще й проклали підземні ходи, що вели аж до Чорного Острова і Фельштина. Принаймні, така ходила легенда.
Вільгельм Залеський дбав не тільки про безпеку, а й про естетичний вигляд садиби. Керуючись модними на той час тенденціями і маючи витончений смак, він запросив до Водичок ірландського ботаніка, знаменитого майстра садово-паркового мистецтва Діонісія Міклера (1762—1853). На той час у Європі набули популярності так звані англійські пейзажні парки, які вирізнялися звивистими доріжками, невеличкими водоймами і поєднанням штучних і природних форм. Палац або центральна споруда не домінували у цих композиціях, а сторонній спостерігач подекуди не міг виокремити насаджень садівника від навколишнього середовища. Саме такий парк створив Міклер у Водичках, надавши панській садибі особливого і небаченого у цій місцині шарму. Залеські володіли Водичками до 1917 року.
Період XIX століття в історії села пов'язують із кількома пам'ятками матеріальної культури — це маєток пана Залєвского та гуральня, збудовані в перші половині XIX століття.

### Радянські часи
У 1930 році в приміщенні маєтку було відкрито колгоспний університет самодіяльного мистецтва. В ньому навчалися студенти з України, Росії та Молдови. Тут були відкриті факультети: музичний, театральний, образотворчого мистецтва. В 1935 році відбувся перший випуск: 58 спеціалістів влилися у мистецькі колективи України. Надалі й до тепер він використовується під приміщення школи І-III ступенів.
В роки громадянської війни територію села визволяли від поляків загони Будьоного і Примакова. В 1921 році у селі було організовано «Комітет незаможних селян», який очолив Фарващук Андрій Петрович. 23 липня 1931 року в селі Водички створили колгосп «Шлях Леніна».
За даними різних джерел, у селі під час Голодомору в 1932—1933 роках загинуло близько 40 осіб [4;с.939]. Встановлено імена 32. Що цікаво, причина смерті у всіх «не вказується».
В 1938 році в селі відкрили дитячий будинок, який функціонував на базі колишнього панського маєтку до 1967 року.
Під час німецької окупації на території села був табір радянських військовополонених. 20 березня 1944 року село було звільнено від німецьких окупантів. Господарство села було повністю відбудовано в 1949 році. 19 жовтня 1965 року пройшло об'єднання колгоспів трьох сіл — Водичок, Климковець та Лапковець — з центром у селі Водички.
До 2020 року село було центром однойменної сільської ради, яка об'єднувала два села — Водички та Климківці. 2020 року село включили до складу Хмельницької міської громади. Дороги з твердим покриттям пов'язують село із сусідніми поселеннями Хмельниччини — Рідкодубами, Педосами.
У селі нараховується 391 садиба, мешкає 439 осіб населення. За національним складом переважна більшість його мешканців — українці, за родом занять — селяни — хлібороби.
Селу належить 3,2 тисячі гектара орної землі. Основним напрямком господарства є рільництво та частково тваринництво м'ясного напрямку (в селі працює приватна свиноферма). Також в селі функціонує будинок культури, бібліотека, три магазини, школа, дитячий садок, фельдшерсько-акушерський пункт, будується церква.
Пишаються жителі відомим односельцем, письменником Сумишиним Миколою Флоровичем — членом спілки письменників України, автором книг: «В дорозі» (1972), «Вісь» (1976), «Уроки» (1978), «Хто там, у сутінках?»  (1992), «Спадщина» (2010). Повість «Уроки» та найкращі оповідання вийшли окремою збіркою в перекладі російською мовою. Створив кілька п'єс. Лауреат обласної літературної премії [4;с.22].

## Населення

### Мова
Розподіл населення за рідною мовою за даними перепису 2001 року:
| Мова            | Кількість | Відсоток |
| --------------- | --------- | -------- |
| українська      | 444       | 96.31%   |
| російська       | 16        | 3.47%    |
| інші/не вказали | 1         | 0.22%    |
| Усього          | 461       | 100%     |

## Галерея

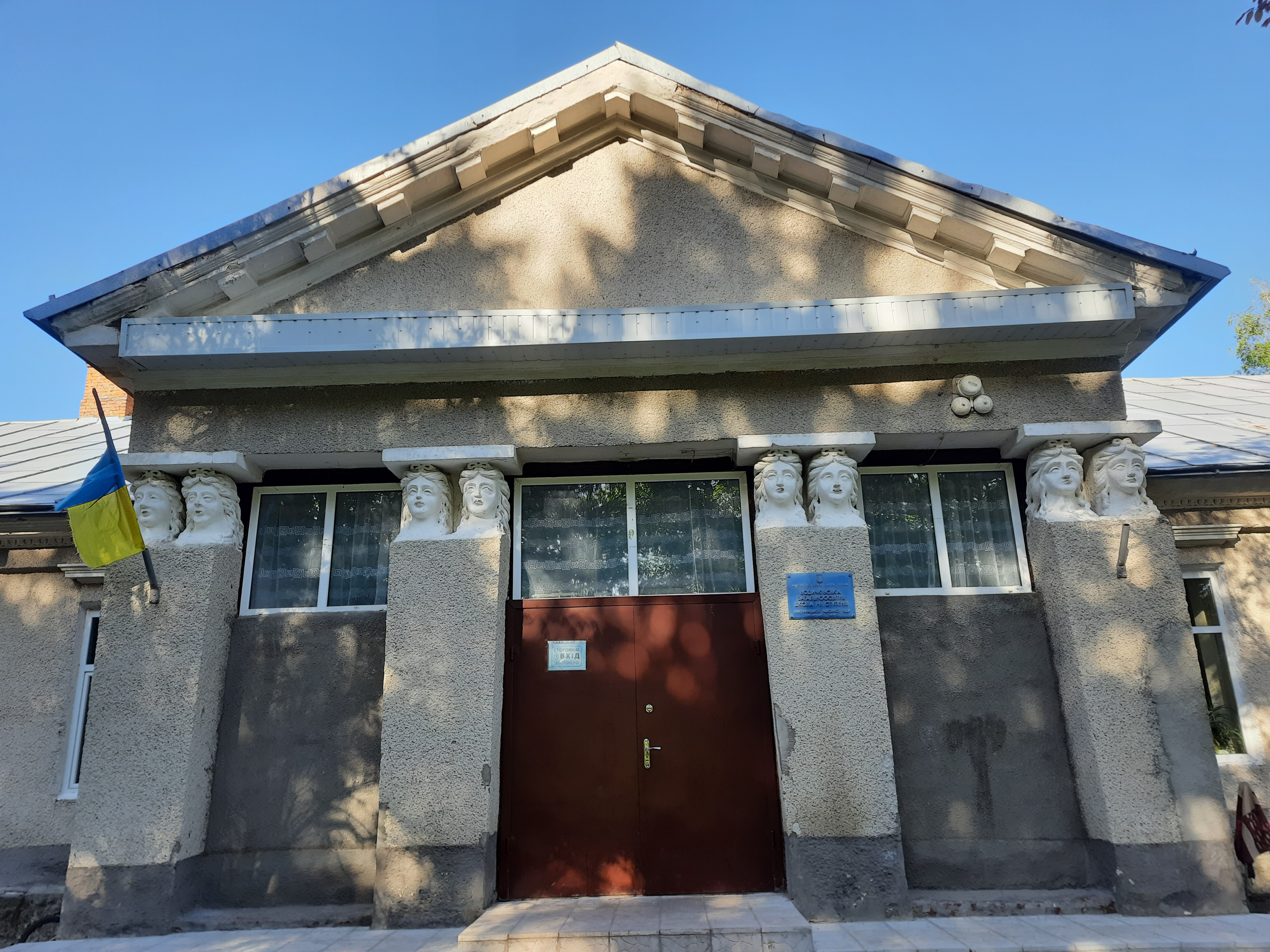
Палац І пол. XIX ст
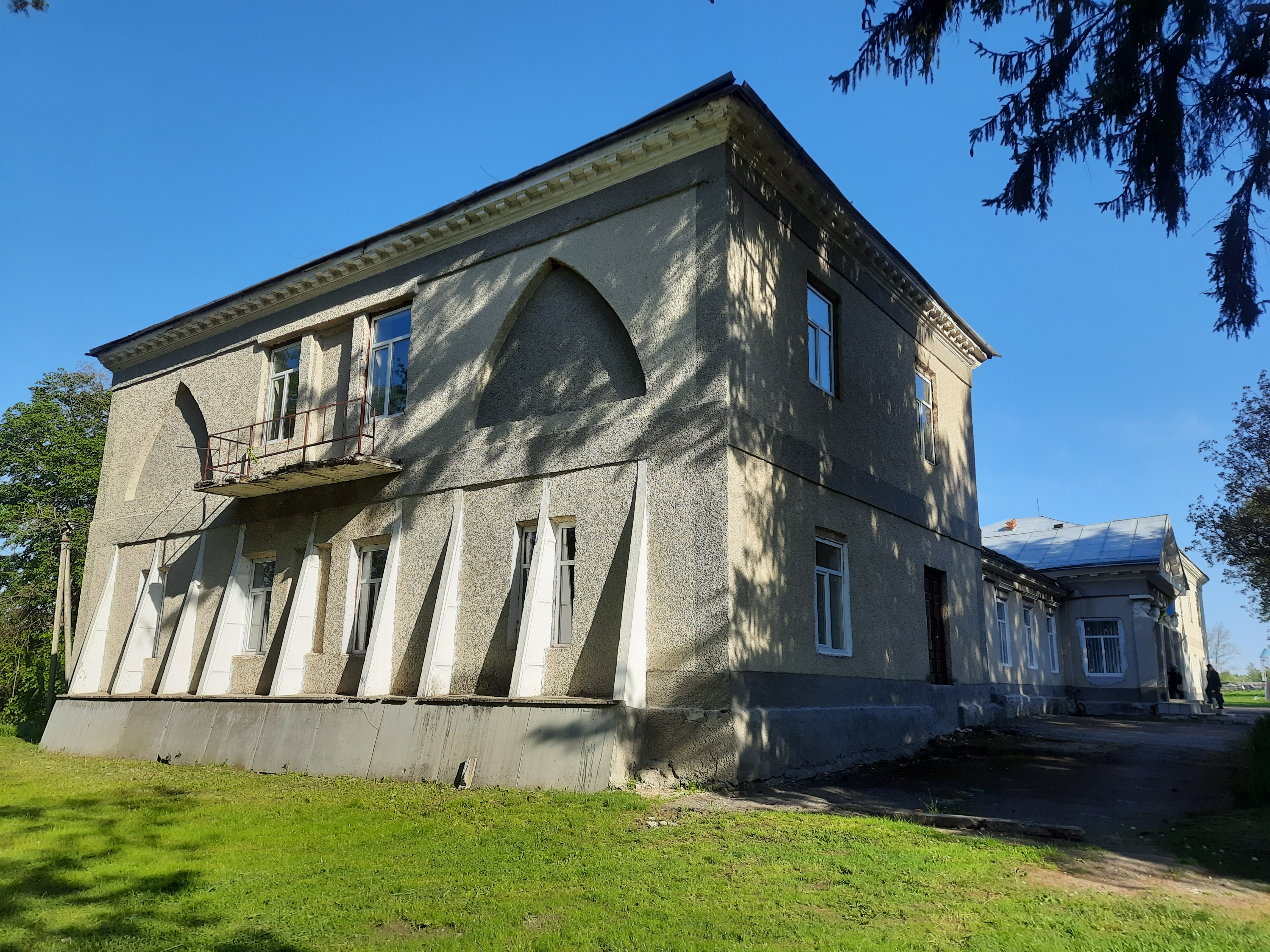
Палац
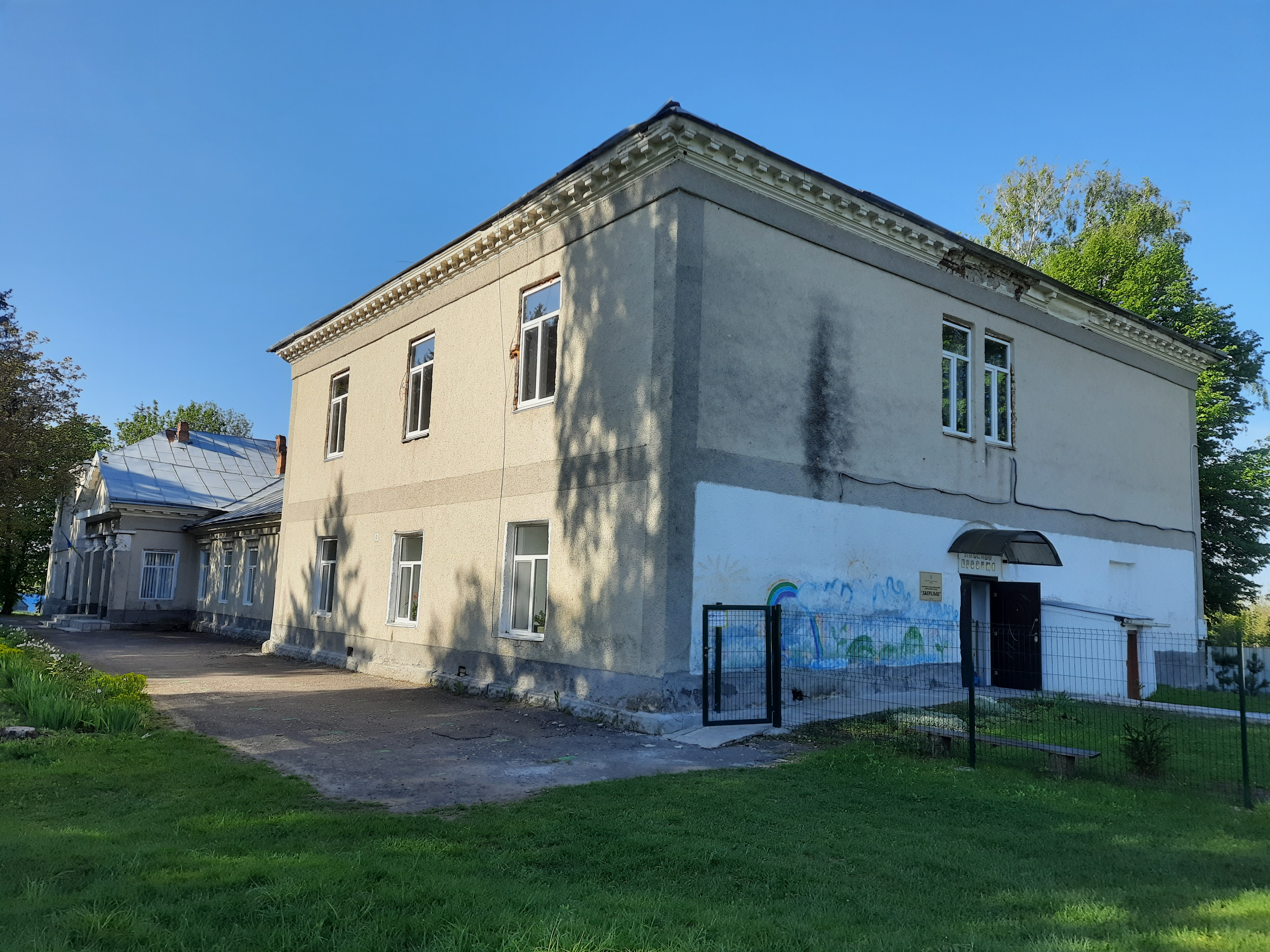
Палац
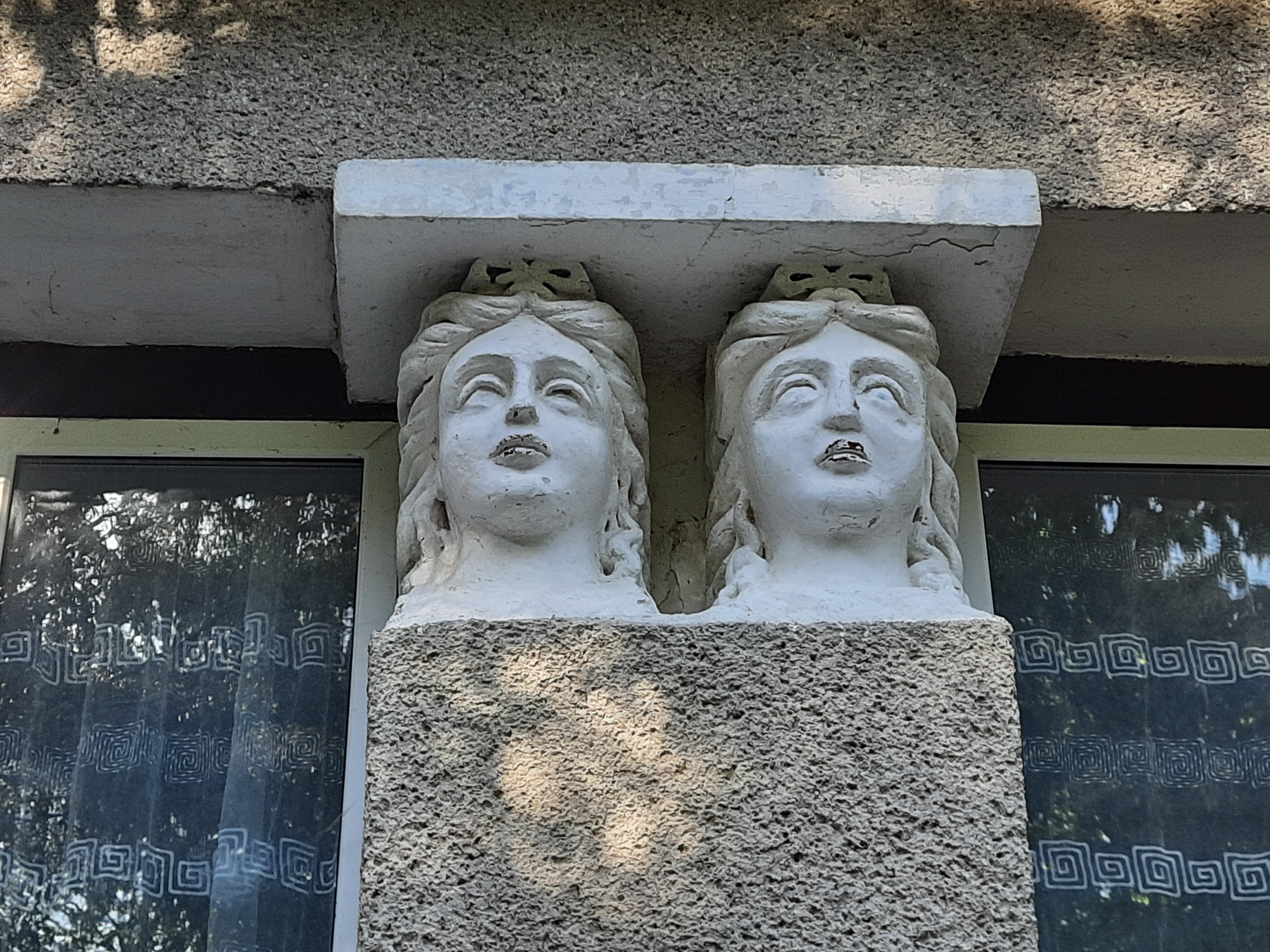
Фрагмент колони палацу
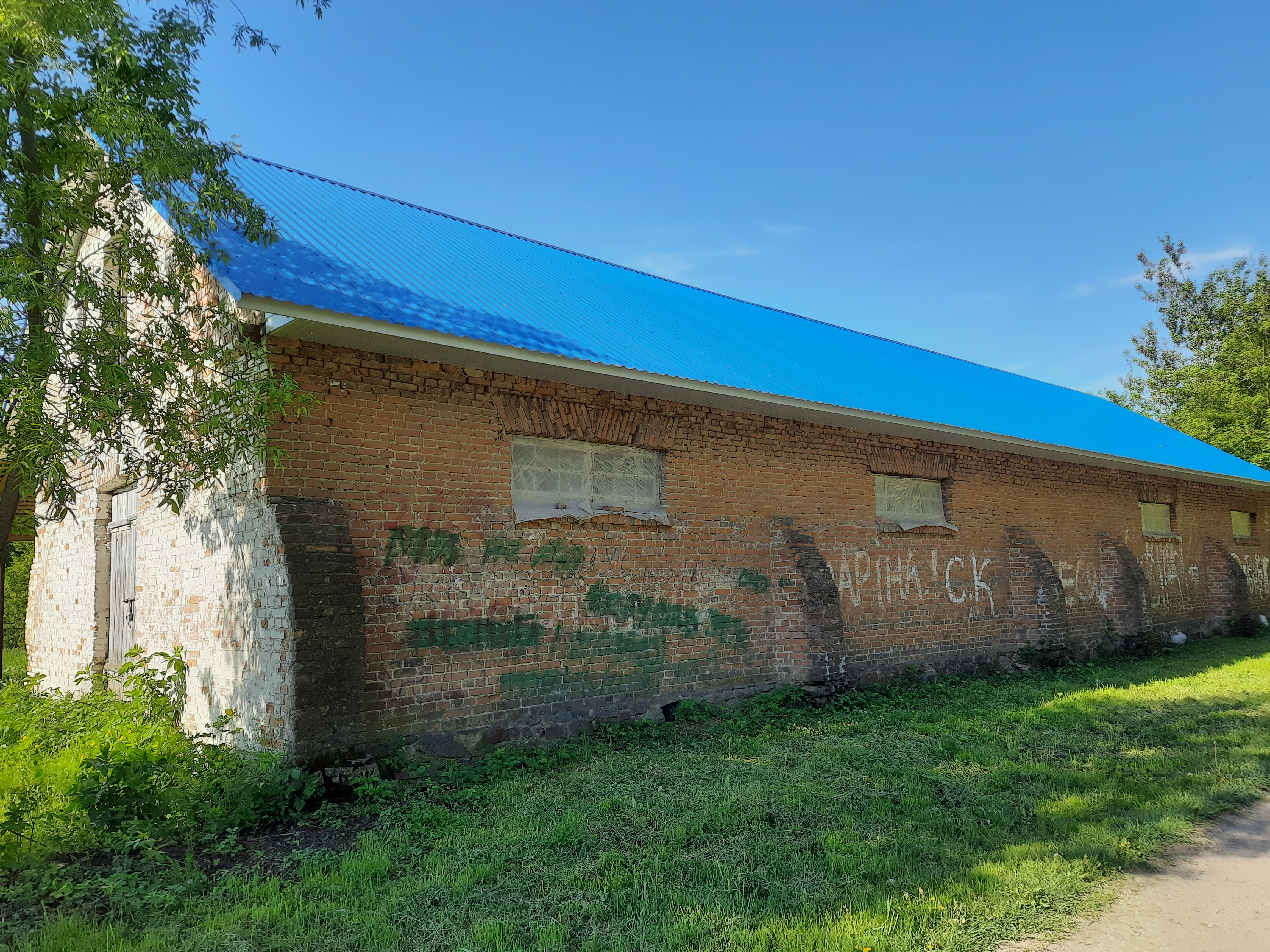
Стайні
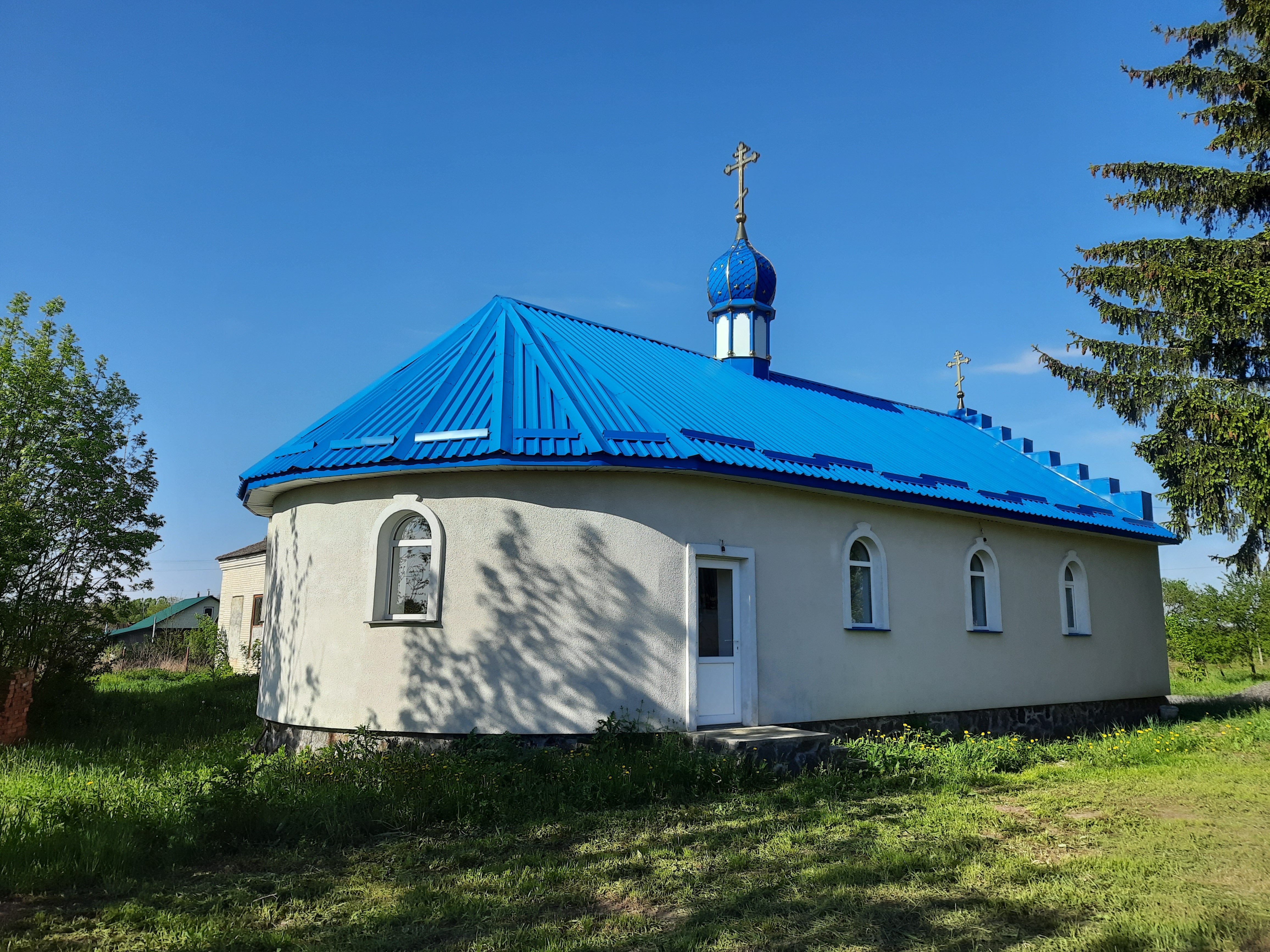
Сільська церква
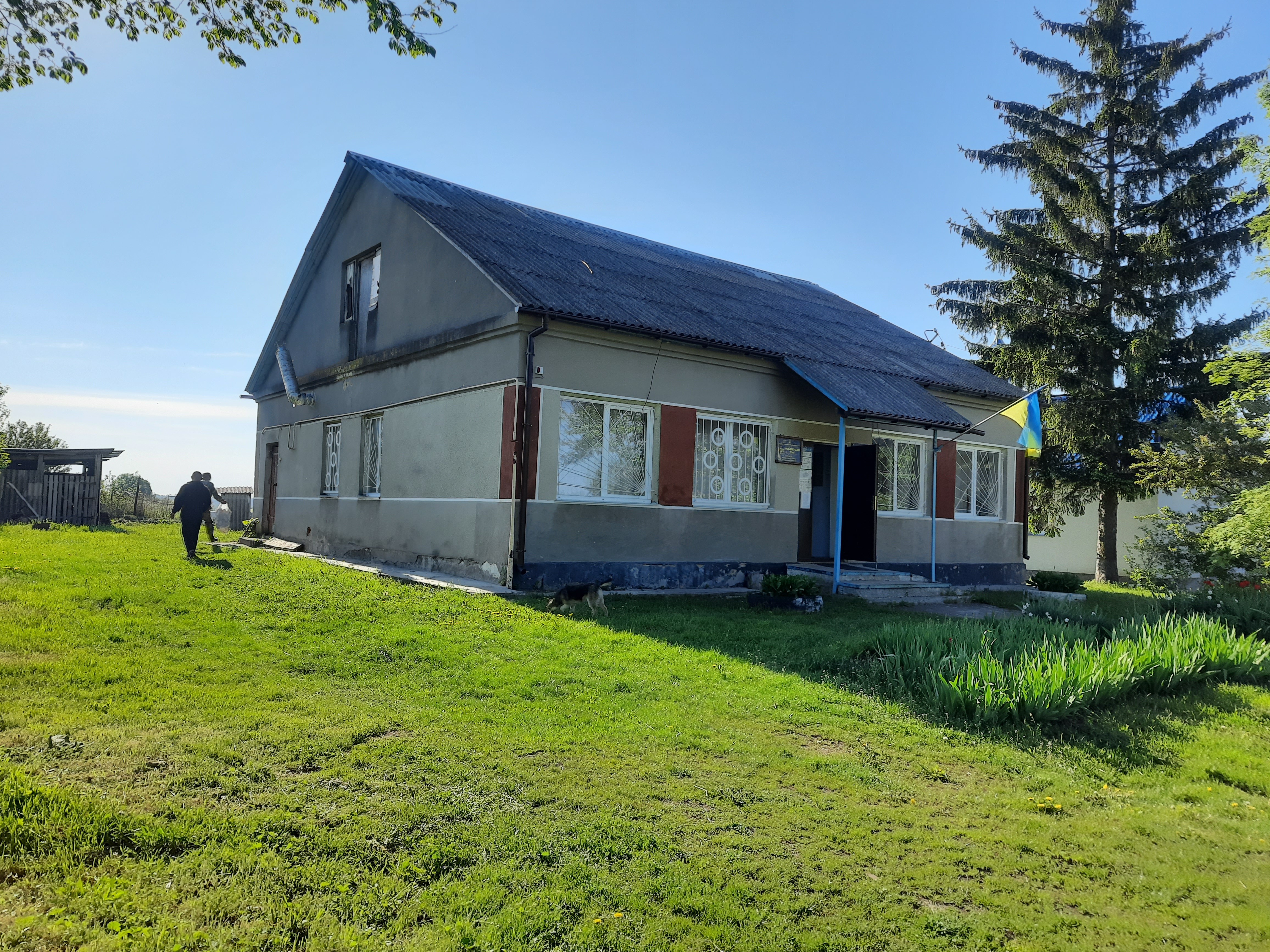
Фельдшерський пункт
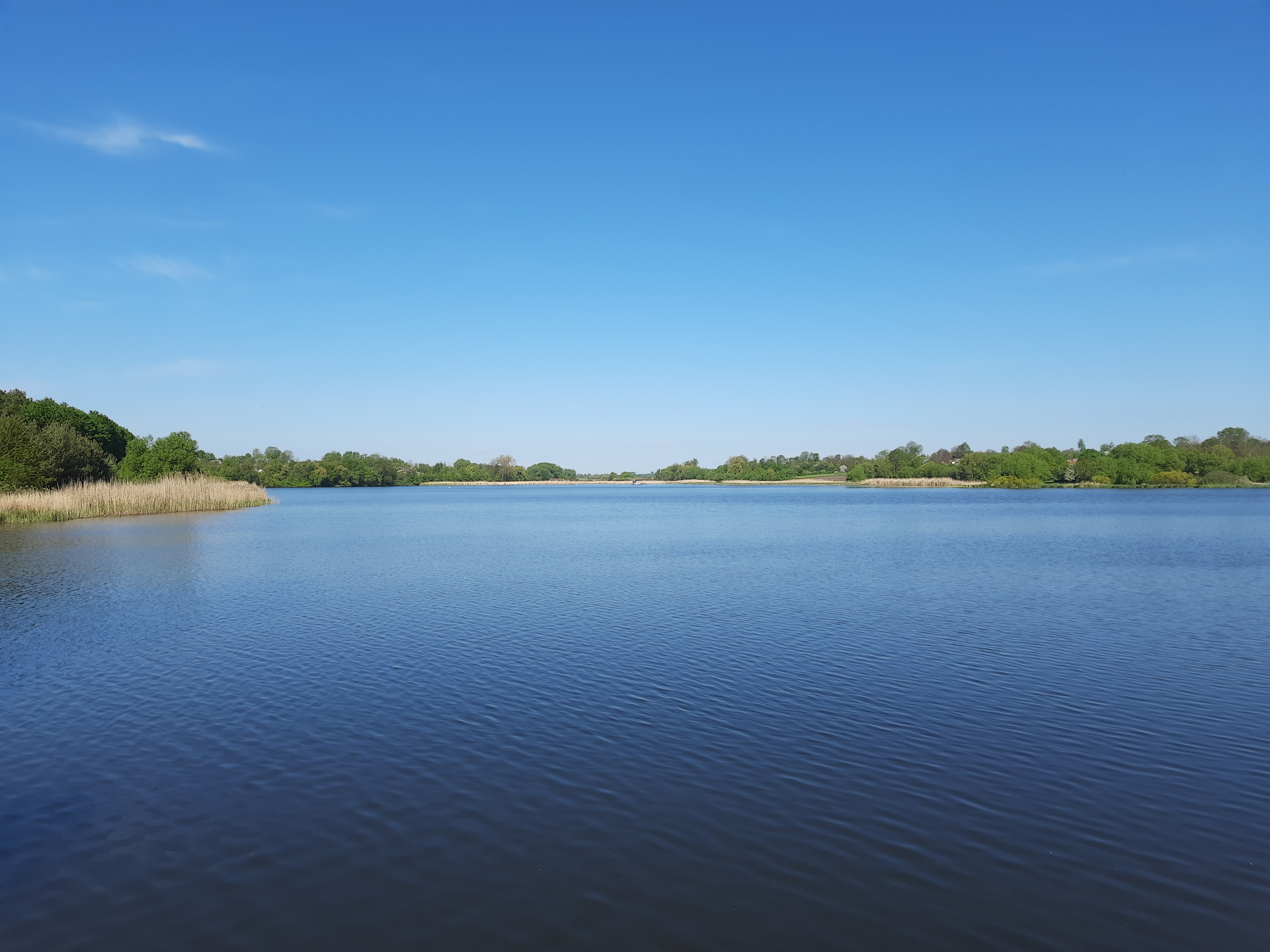
Став біля села
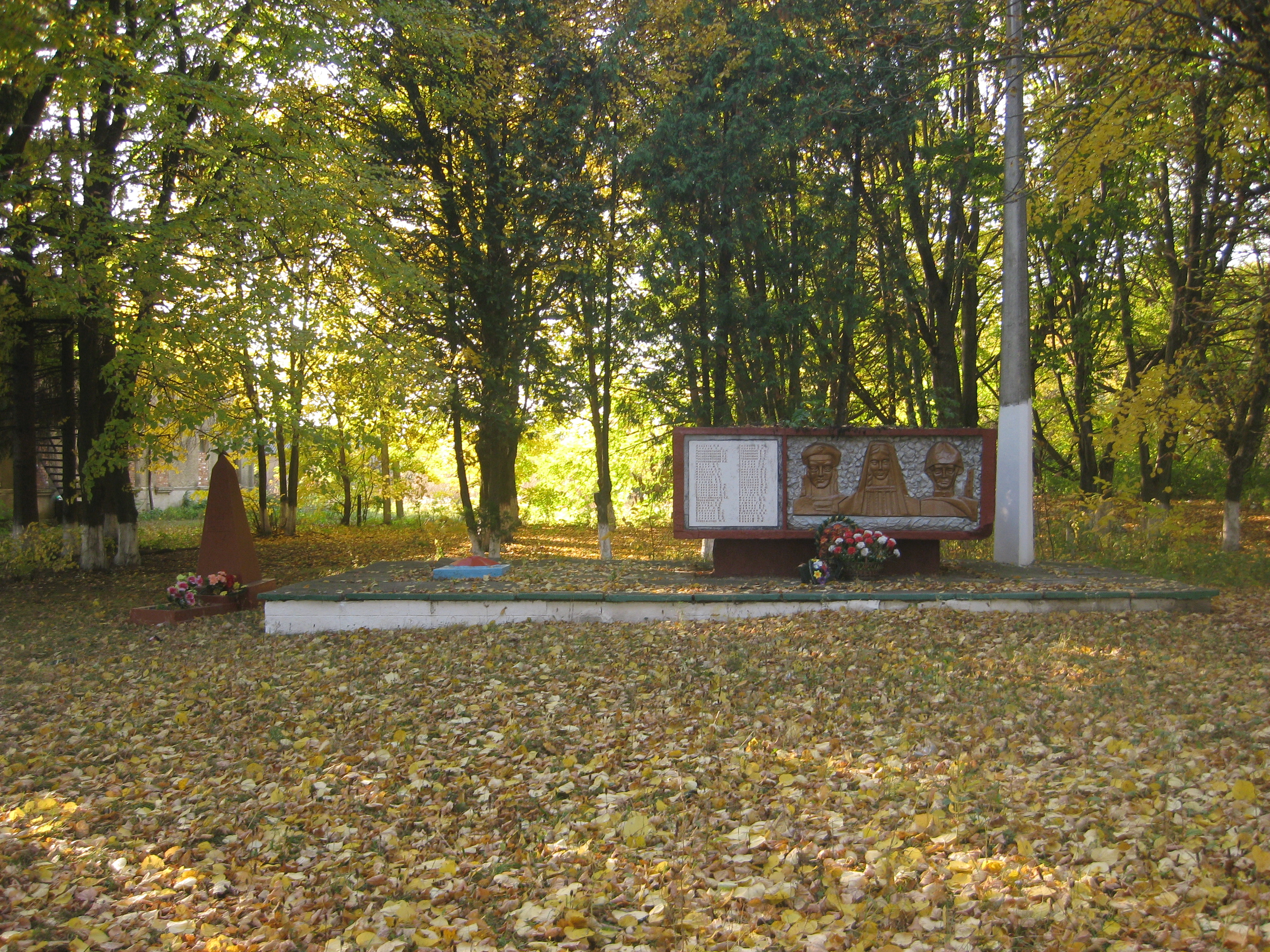
Могила А. А. Старкова
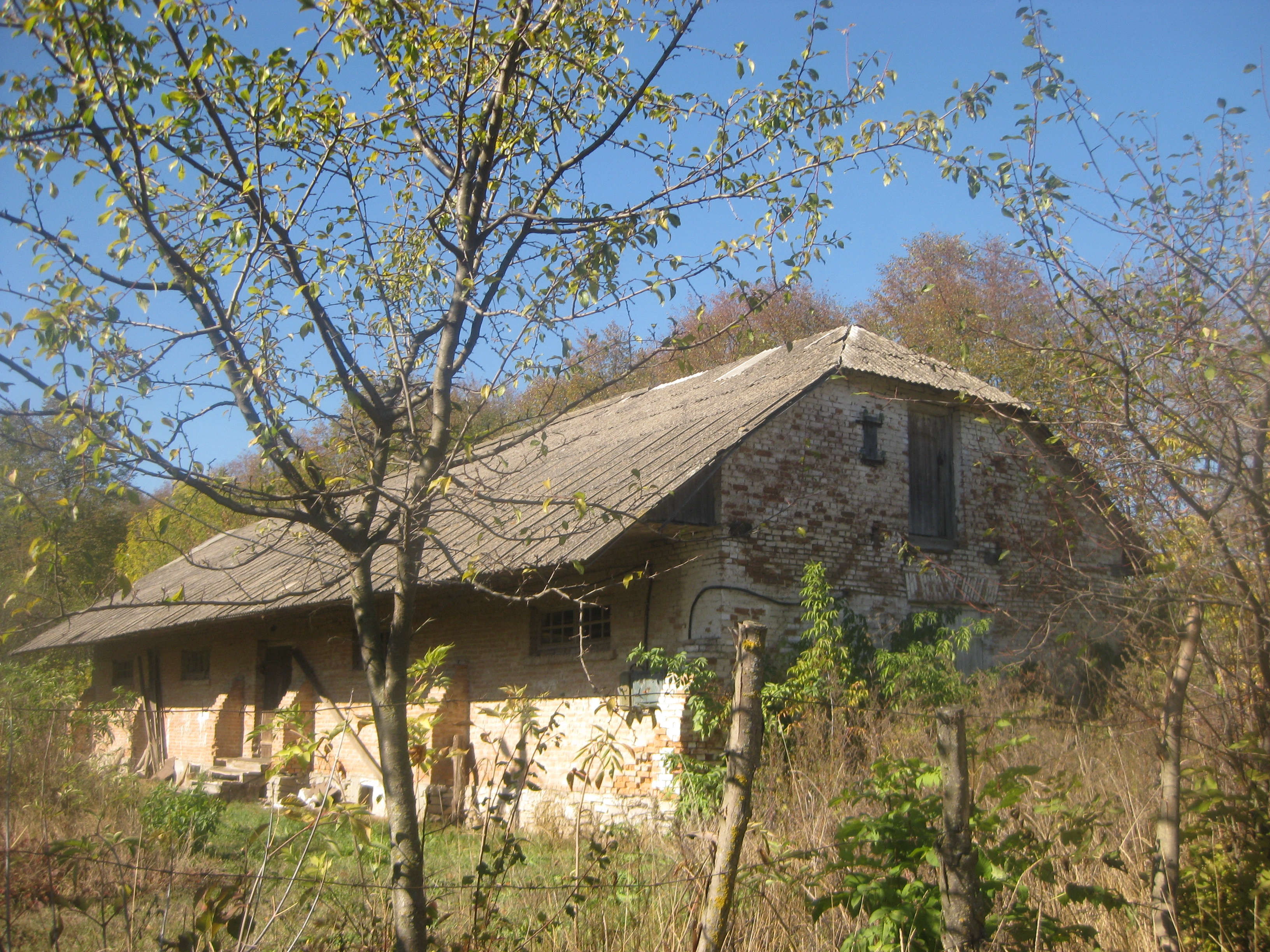
Руїни сільських стаєнь

## Відомі люди
- Сумишин Микола Флорович (нар. 1940) — український письменник, член НСПУ.
- Майстер Аркадій Олександрович (нар. 1950) — український тренер.